# بورصة قبرص
بورصة قبرص أو (CSE) هي بورصة أوروبية تقع في قبرص.

## التاريخ
تم إنشائها بموجب قانون قبرص للأوراق المالية والذي ينص على تطوير سوق الأوراق المالية في قبرص وإنشاء وتشغيل بورصة قبرص. أقره مجلس النواب في أبريل 1993. وبدأت العمليات في 29 مارس 1996. وفي عام 2006 أُطلِقت منصة مشتركة مع بورصة أثينا. البورصة عضو في اتحاد البورصات الأوروبية الآسيوية.

## روابط خارجية
- الصفحة الرئيسية لـ CSE